# Nyropsgade
Nyropsgade er en gade beliggende i Indre By (København). Gaden løber parallelt mellem Vester Søgade og Vester Farimagsgade mellem Gyldenløvesgade mod nord og Gammel Kongevej i syd. 
Nyropsgade ligger i et kvarter, der blev opført i 1920'ene i et område, hvor der tidligere havde været jernbaneterræn til den daværende Københavns Hovedbanegård. Kvarterets gader er opkaldt efter markante danske arkitekter (Kampmannsgade, Meldahlsgade m.fl.) og Nyropsgade er opkaldt efter arkitekten Martin Nyrop (1849-1921).
Gadens ejendomme er i det væsentlige benyttet af større virksomheder og af en række fagforbund og A-kasser, der har domicil i gaden, herunder 3F, Dansk Metal, Malerforbundet i Danmark m.fl. 
Et af Københavns første parkeringshuse blev åbnet i Nyropsgade i 1958, et parkeringshus i 7 etager med plads til 600 biler.